# Liechtensteinische Fussballnationalmannschaft (U-21-Männer)
Die liechtensteinische U-21-Fussballnationalmannschaft repräsentiert Liechtenstein bei internationalen U-21-Wettbewerben im Fussball und untersteht der Leitung des Liechtensteiner Fussballverbandes.
Bis Ende 2022 hat die liechtensteinische U-21-Fussballnationalmannschaft 74 Pflichtspiele absolviert und dabei einen Sieg sowie 73 Niederlagen erreicht. Der historische Erfolg gelang der Mannschaft unter Trainer Martin Stocklasa am 6. Juni 2019 im Heimspiel gegen Aserbaidschan.

## Teilnahme bei U-21-Europameisterschaften
| 2007 in den Niederlanden       | nicht qualifiziert |
| 2009 in Schweden               | nicht qualifiziert |
| 2011 in Dänemark               | nicht qualifiziert |
| 2013 in Israel                 | nicht qualifiziert |
| 2015 in Tschechien             | nicht qualifiziert |
| 2017 in Polen                  | nicht qualifiziert |
| 2019 in Italien und San Marino | nicht qualifiziert |
| 2021 in Ungarn und Slowenien   | nicht qualifiziert |
| 2023 in Rumänien & Georgien    | nicht qualifiziert |